# Above and Beyond
 (mai 2015).
Si vous disposez d'ouvrages ou d'articles de référence ou si vous connaissez des sites web de qualité traitant du thème abordé ici, merci de compléter l'article en donnant les références utiles à sa vérifiabilité et en les liant à la section « Notes et références ».
Above and Beyond, typographié Above & Beyond, est un groupe de trance britannique. Il est formé en 2000, composé de Jonathan Grant, plus connu sous le nom de Jono Grant, de Tony McGuinness et de Paavo Siljamäki. Ils sont propriétaires de deux labels, Anjunabeats et Anjunadeep. Ils animent une émission radio chaque vendredi soir, Group Therapy. Le trio est classé en 2014 à la vingt-cinquième place dans le DJ Mag Top 100 annuel.

## Biographie

### Formation (1999-2000)
Paavo et Jono se rencontrent à l'université de Westminster et créèrent le label Anjunabeats lors de l'été 1999, ils y publient une chanson intitulée Volume One sous le nom Anjunabeats. Tony McGuinness vint rejoindre le duo en 2000 pour finaliser un remix de Chakra : Above and Beyond est formé. Par la suite, le trio crée de nombreux remixes pour des artistes confirmés comme Delerium, Dido, Tomcraft, Britney Spears, Fragma ou Ayumi Hamasaki mais leur remix le plus célèbre fut celui de What It Feels Like For A Girl de Madonna[réf. nécessaire].

### Premières productions (2001–2004)
En 2002, le groupe commence une carrière de DJ en mixant devant 8 000 personnes à Tokyo. Après des débuts timides, le trio gagne en notoriété et apparait dans de nombreux clubs et festivals comme à Creamfields au Royaume-Uni ou à l'Amnesia à Ibiza[réf. nécessaire].

### Tri-State(2005–2007)
Après les singles Far From In Love en 2003 et No One on Earth en 2004, leur premier album Tri-State parait en 2006, les singles Air For Life (en collaboration avec Andy Moor), Alone Tonight, Can't Sleep, Good For Me et Home qui en sont extraits sont de grands succès[réf. nécessaire].

### Nouveaux projets (2013-2014)

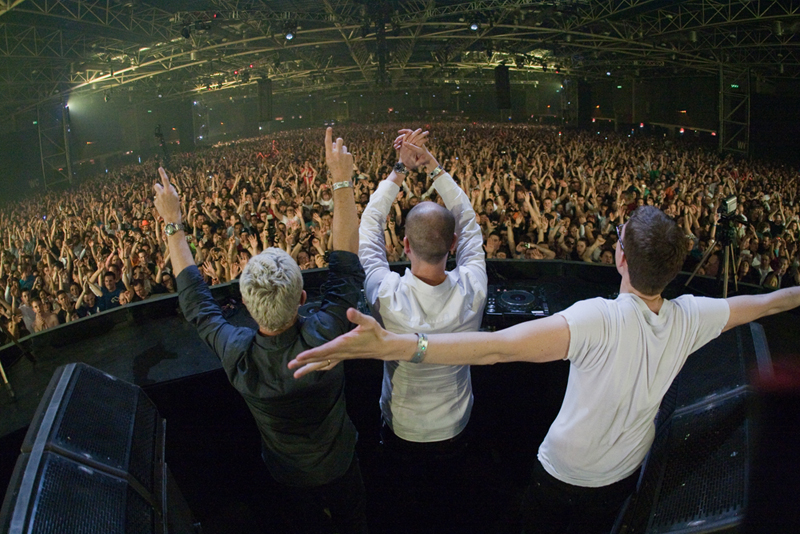
Above and Beyond à la dix-septième édition du Trance Energy, en 2010.

Après une période consacrée exclusivement à la tournée et à la préparation des concerts acoustiques, le groupe sort un nouveau single en avril 2013, intitulé Walter White en hommage au personnage de Breaking Bad, définissant la nouvelle direction musicale de Above & Beyond pour les années à venir. Ils le classifient comme de la « trance 2.0 »[réf. nécessaire], c'est-à-dire un mélange de trance progressive, de house progressive et de big room house : l'intro et l'outro sont d'inspiration big room house, le breakdown est mélodique et d'inspiration trance et le drop est influencé par ceux de la house progressive[réf. nécessaire].
Les deux singles suivants, Mariana Trench et Hello, confirment cette tendance trance 2.0. Parallèlement à ces sorties, le groupe dévoile au compte-gouttes les morceaux du prochain album : Sticky Fingers et Blue Sky Action sont révélés dans des festivals, tandis que Making Plans est révélé dans sa version acoustique, lors du concert au Porchester Hall à Londres. Making Plans est le second morceau du groupe comprenant Tony McGuinness sur les parties de chant. En plus de Tony, Above & Beyond annonce s'être attachés les services d'Alex Vargas et de Justine Suissa pour ce troisième album studio. La présence de Zoë Johnston, d'Annie Drury et de Richard Bedford n'est cependant pas confirmée[réf. nécessaire].
Cette nouvelle période marque une étape importante dans la vie du groupe. Dans une séance de questions/réponses sur le site communautaire Reddit en février 2014, Tony et Paavo annoncent qu'ils arrêteront d'utiliser des pseudonymes, qu'ils ont décidé de se recentrer sur Above & Beyond, mettant fin aux rumeurs du retour d'OceanLab. Cependant, ils précisent que leurs différents surnoms (OceanLab et Tranquility Base notamment) feront partie du groupe désormais, ouvrant la voie à une possible diversité de style musicaux dans les prochaines compositions du groupe[réf. nécessaire].

### We Are All We Need(depuis 2014)
Le 14 octobre 2014, soit quatre jours avant ABGT 100, le groupe annonce sur sa page Facebook la sortie d'un nouvel album, We Are All We Need. La date de sortie de l'album est le 20 janvier 2015. Dès le lendemain, le 15 octobre, l'album est disponible en pré-commande sur iTunes et se place immédiatement en tête des ventes mondiales dans le classement Dance de l'iTunes Store. Le troisième single de l'album, We're All We Need, est dévoilé également le 15 octobre, directement par le biais d'un vidéoclip sur la chaîne YouTube de Above & Beyond[source insuffisante].
L'album est intégralement disponible sur iTunes Radio le 14 janvier 2015, soit cinq jours avant sa sortie, et organise une soirée de lancement de l'album le 20 janvier à Londres, en innovant : le groupe offre des places à tous ses fans, à condition que ceux-ci prennent de leur temps pour envoyer par mail un texte expliquant leur motivation[réf. nécessaire]. Pete Tong introduit Above & Beyond dans son Hall of Fame le 24 janvier 2014. La première semaine de vente de We Are All We Need est exceptionnelle, 14 000 exemplaires étant vendus, ce qui vient battre le précédent record du groupe de 5 000 unités vendues en première semaine, qui avait été établi pour l'album acoustique. L'album se classe également premier du classement Billboard des meilleurs albums Dance/Electronique. Le morceau Blue Sky Action apparaît dans le soap opera anglais Coronation Street[source insuffisante]. Le groupe est interviewé par BBC News le 22 janvier 2015[réf. nécessaire].

## Style musical et Influences
Dans une émission publiée[Laquelle ?] le 16 octobre 2014 sur la WebTV Bloomberg, Jono Grant affirme que sa plus grande inspiration musicale est le groupe Pet Shop Boys, tandis que Tony McGuinness qu'il s'agit pour sa part de Michael Stipe et de R.E.M..
Leur style évolue progressivement de la trance « classique » du début des années 2000, à la « trance 2.0 » qu'ils ont créée à l'aide du label Anjunabeats[réf. nécessaire].

## Clips vidéo
Le clip de Sticky Fingers est inspiré des films de Alfred Hitchcock et plus particulièrement de Sueurs froides.
Le clip de Blue Sky Action est une réécriture humanisée de Wall-E. Le clip de We're All We Need s'inspire directement du film Thelma et Louise. Il est dévoilé le 17 octobre 2014 à Times Square, sur l'écran Sony, devant des centaines de fans venus pour l'occasion sur la place, en présence de Jono, de Tony et de Paavo. La police équestre de New York est même obligée d'intervenir pour contenir la foule[source insuffisante].

## Présence médiatique

### Émissions radio

Logo de Trance Around The World.

Ils animent depuis le 13 janvier 2004 une émission de radio nommée Trance Around The World qui est disponible en podcast sur iTunes depuis le 1er août 2008. Chaque semaine, un invité assure les trente dernières minutes de l'émission, il s'agit généralement d'un artiste issu des labels du groupe ou bien de son entourage. À chaque émission, les auditeurs ont la possibilité de voter pour leur morceau favori et lui permettre d'être rejoué lors de l'émission suivante, c'est le Web Vote Winner.  L'émission est diffusée par plus de 100 stations de radios et de webradios à travers le monde et est écoutée en moyenne par 21 millions de personnes chaque semaine tout autour du globe. Above & Beyond effectuent également deux Essentials Mixes sur la radio anglaise BBC Radio 1. Le premier est celui du 6 juin 2004, et le dernier en date est celui du 2 juillet 2011. Ils ont tous les deux remporté le titre d’Essential Mix de l’année, signe de l'audience obtenue par ces sets, de leur qualité et de la popularité du groupe, en particulier dans le monde anglo-saxon[réf. nécessaire].

Logo de Above & Beyond: Group Therapy.

Depuis le 10 novembre 2012, Above & Beyond cessent Trance Around The World après 450 épisodes ; cette dernière est fêtée à Bangalore, en Inde, et marque également le début d'une nouvelle émission qui s'appelle Group Therapy, basée sur le même concept. Ils ont fêté les 50 épisodes de Group Therapy le 26 octobre 2013 à Londres[réf. nécessaire].

### Above and Beyond TV
Above and Beyond TV est une web-série produite par Anjunabeats et mise en ligne sur YouTube sur le compte officiel d'Above and Beyond qui a duré du 23 avril 2008 au 9 août 2012[source insuffisante]. Elle comporte 27 épisodes d'une durée approximative de quatre minutes par épisode. L'audience obtenue est en moyenne de 100 000 vues par épisode. Les épisodes étaient mis en ligne tous les deux mois environ.
Les trois membres du groupe sont filmés en regard caméra, rarement ensemble, au cours de leurs déplacements entre leurs différents concerts : on les voit avant, pendant et après leurs évènements importants, mais aussi aller à la rencontre des fans, visiter les endroits o ils s'arrêtent ou discuter de leurs projets. Ainsi, on peut voir Jono Grant nous dévoiler la base de lancement du Virgin Galactic SpaceShipTwo dans le désert des Mojaves aux États-Unis en décembre 2009[source insuffisante] ou encore le festival Electric Daisy Carnival de Los Angeles en 2010[source insuffisante]. Ces épisodes constituent une source importante concernant la vie du groupe et leur permettent de se rapprocher avec leurs fans en dévoilant les coulisses de leur activité. Ils structurent une période importante dans l'histoire d'Above & Beyond : le passage entre la période Tri-State et la période Group Therapy[réf. nécessaire].

### Collaboration avec Thump
Le groupe signe un contrat avec Thump, le site consacré à la musique électronique du magazine Vice, en 2014. Thump, d'un côté, assure la réalisation et le montage du concert acoustique du 20 juin 2013 au Porchester Hall, à Londres, ainsi que la production du vidéo-clip du single Hello, tourné à New York, en hommage à l'évènement ABGT 100. En contrepartie, Above & Beyond autorise Thump à sponsoriser la vidéo de Hello par Heineken, à diffuser en direct le concert acoustique sur YouTube immédiatement après ABGT 063, et à mettre en ligne toutes les vidéos sur leur chaîne YouTube, leur laissant ainsi les droits publicitaires, qui ont probablement été non négligeables étant donné le succès que les vidéos ont remporté. La diffusion en direct du concert acoustique complet est suivie par une dizaine de millions de personnes (la moitié de l'audience de Group Therapy, d'après Anjunabeats), et la vidéo du concert en lui-même a atteint environ un million de vues sur YouTube. Les vidéos avec les chansons découpées du concert ont obtenu en moyenne 100 000 vues. Le vidéo-clip du single Hello est, quant à lui, vu par plus de 200 000 personnes[réf. nécessaire].

## Événements majeurs

### Trance Around The World 300

Logo de TATW 300.

L'émission a atteint son 300e épisode le 25 décembre 2009, un événement est organisé au Forum Hall de Moscou avec Above & Beyond, Kyau & Albert, Super8 & Tab, Mat Zo, Proff et Daniel Kandi.

### Trance Around The World 350

Logo de TATW 350.

L'année d'après, en 2010, le groupe décide de renouveler l'expérience, devant l'engouement rencontré pour la célébration de TATW 300, cette fois ci pour TATW 350, décidant par la même occasion de faire un évènement tous les cinquante épisodes. Ils choisissent alors d'aller de l'autre côté du globe, plus précisément à Los Angeles, à l'Hollywood Palladium, le 10 décembre 2010. Ils sont rejoints par Boom Jinx, Jaytech, Cosmic Gate et Super8 & Tab, signe de leur volonté de renouveler globalement le line up de la célébration tout en gardant un artiste de la précédente édition, tradition qui sera perpétuée.
Les 3 700 places de la salle se sont toutes vendues en moins de 24 heures, un record pour le Hollywood Palladium. Le concert a été retransmis par 237 stations de radio à travers le monde, et l'ensemble des sets ont été enregistrés et mis en ligne par l'intermédiaire du podcast de TATW. Il est particulièrement suivi sur Internet : le hashtag #TATW350 est en tête des Trending Topics (sujets les plus discutés sur Twitter) mondiaux durant toute la durée de la célébration.

### Trance Around The World 400

Logo de TATW 400.

Above & Beyond décide pour cette 3e célébration publique de se rendre sur un nouveau continent. Après l'Europe et l'Amérique du Nord, ils choisissent l'Asie et plus précisément le Moyen-Orient, rendant hommage à leur forte communauté de fans là-bas et déjouant au passage la plupart des pronostics. Le Forum de Beyrouth, à Beyrouth, au Liban, est retenu[réf. nécessaire].

### Trance Around The World 450

Logo de TATW 450.

La célébration de TATW 450 est organisé le 10 novembre 2012. Elle se déroule à nouveau en Asie : après Beyrouth et le Moyen-Orient en 2011, Above & Beyond choisit en 2012 le Palais Jayamahal, à Bangalore, en Inde. Le concert a lieu dans le parc de cet hôtel, devant 1 200 personnes. Il s'agit d'un véritable retour aux sources pour Above & Beyond, dans la continuité de leur choix de lancer une nouvelle émission radio, ABGT, à la place de TATW : l'audience est particulièrement restreinte, le cadre est très intime, et l'Inde, en particulier le village d'Anjuna dans l'État de Goa, pas très loin de Bangalore, a une place spéciale dans le cœur du groupe. De plus, la communauté de fans sur place est forte et soutient Above & Beyond depuis ses débuts. Tous ces éléments contribuent à l'impression de renaissance que le groupe veut donner à cette occasion[réf. nécessaire].
Les artistes présents sont Jody Wisternoff, Mat Zo, Norin and Rad, Andrew Bayer et Above & Beyond. L'artiste conservé de l'édition précédente est cette fois-ci Mat Zo. L'évènement diffère légèrement des précédents par son déroulement. Il est plus court : il dure 6 heures, contrairement aux 8 heures de TATW 400 par exemple. Les quatre premières heures sont consacrées aux quatre DJ sets des artistes invités, et sont considérées comme l'épisode 450 de TATW. Les deux dernières sont assurées par Above & Beyond, et constituent le premier épisode d'ABGT, ABGT 001. Il s'agit donc plus, pour cette occasion, d'une émission de radio live avec des invités, que d'un concert retransmis en direct[réf. nécessaire].
La communication est particulièrement soignée : un after-movie (résumé du concert en vidéo) est produit, ainsi qu'un livre digital de photographies montrant le groupe interagissant avec la société indienne et qu'une vidéo YouTube mettant à contribution les fans. Un logo indiquant la fusion des logos des deux émissions, TATW et ABGT, est spécialement conçu pour cette occasion[réf. nécessaire].

### Group Therapy 050

Logo d'ABGT 050.

L'évènement se déroule à l'Alexandra Palace, à Londres. Les artistes présents étaient Guy J, Andrew Bayer, Boom Jinx, ARTY et Above & Beyond. L'artiste conservé de TATW 450 est cette fois-ci Andrew Bayer. Cependant, Jody Wisternoff, bien qu'absent du line-up officiel, est venu faire un warm-up au début du concert[réf. nécessaire].

### Group Therapy 100

Logo d'ABGT 100.

La totalité des places pour le concert est vendue le 2 mai 2014, faisant de Above & Beyond le premier groupe anglais à remplir le Madison Square Garden[réf. nécessaire]. Le concert dure six heures.

### Group Therapy 150
Le concert a eu lieu à l'Allphone Arena de Sydney le 26 septembre 2015. La soirée a débuté avec un warm-up d'Above & Beyond. Ensuite, Lane 8, Grum et Ilan Bluestone ont pris le relais pour finalement laisser place aux stars de la soirée : Tony, Jono et Paavo.

### Group Therapy 200
Le 18 mars 2016, lors de Group Therapy Radio, le trio annonçait leur venue en Europe pour la 200e édition de Group Therapy. C'est seulement quelques jours plus tard, le 23 mars 2016, que Jono annonçait lors d'un épisode spécial (diffusé un mercredi) que le show aurait lieu à Amsterdam, suivant de cette manière les paroles de la chanson de Luminary : Londres (ABGT50), New York (ABGT100), (Sydney (ABGT150)), Amsterdam (ABGT200). La soirée aura lieu au Ziggo Dome de la capitale néerlandaise le 24 septembre prochain.
La pré-vente a eu lieu le 19 avril et la vente générale, le 20 avril. Tous les tickets ont été vendus en l'espace de quelques heures sur la plateforme Ticketmaster.nl
Pour rallonger la soirée, un show Anjunadeep est prévu le 25 septembre.

## Concerts spéciaux
Ils jouèrent devant plus d'un million de personnes le 31 décembre 2007 lors d'un concert à sur la plage de Barra da Tijuca, à Rio de Janeiro, au Brésil.

## Membres
- Paavo Siljamäki : Production, DJing, piano, violoncelle (album acoustique)
- Jono Grant : Production, DJing, piano, xylophone (album acoustique)
- Tony McGuinness : Production, DJing, guitare basse, chant (album acoustique)

## Discographie
- 2006 : Tri-State (en)
- 2008 : Sirens of the Sea (en)
- 2011 : Group Therapy (en)
- 2014 : Acoustic
- 2015 : We Are All We Need (en)
- 2016 : Acoustic II
- 2018 : Common Ground
- 2019 : Flow State

## Nominations et récompenses

### A State of TranceAwards
| Année | Chanson nommée                                                    | Catégorie          | Résultat |
| ----- | ----------------------------------------------------------------- | ------------------ | -------- |
| 2004  | No One On Earth (Gabriel & Dresden Vocal Mix) (avec Zoë Johnston) | Chanson de l'année | Lauréat  |

### BBC Radio 1Awards
| Année | Nomination     | Catégorie                | Résultat |
| ----- | -------------- | ------------------------ | -------- |
| 2004  | Above & Beyond | Essential Mix de l'année | Lauréat  |
| 2011  | Above & Beyond | Essential Mix de l'année | Lauréat  |

### Beatport MusicAwards
| Année | Nominations    | Catégorie               | Résultat   |
| ----- | -------------- | ----------------------- | ---------- |
| 2009  | Above & Beyond | Meilleur artiste trance | Nomination |
| 2010  | Above & Beyond | Meilleur artiste trance | Nomination |
| 2014  | Anjunabeats    | Meilleur label          | Nomination |

### DJ Awards
| Année | Nominations    | Catégorie | Résultat   |
| ----- | -------------- | --------- | ---------- |
| 2007  | Above & Beyond | Trance    | Nomination |
| 2008  | Above & Beyond | Trance    | Nomination |
| 2009  | Above & Beyond | Trance    | Nomination |
| 2010  | Above & Beyond | Trance    | Nomination |
| 2012  | Above & Beyond | Trance    | Nomination |
| 2013  | Above & Beyond | Trance    | Nomination |

### DJ Mag Top 100
La meilleure position obtenue par Above & Beyond dans ce classement est la quatrième place, obtenue en 2008 et 2009. Après être apparu dans le classement en 2004 et avoir suivi une dynamique croissante qui a atteint son apogée en 2008, le groupe redescend légèrement dans le classement depuis 2012.
Above & Beyond, devant les problèmes à répétition d'achats de votes et la perte de signification du classement au fil des ans, n'a jamais fait de campagne d'autopromotion sur les réseaux sociaux, contrairement à certains artistes comme Hardwell, Armin van Buuren ou Dimitri Vegas & Like Mike. Le choix de leur date pour la célébration de ABGT 100 est significatif : elle se déroule le 18 octobre 2014, le même jour que l'annonce officielle du classement 2014, montrant leur peu d'intérêt pour ce classement.
| Année | Nomination     | Catégorie   | Résultat |
| ----- | -------------- | ----------- | -------- |
| 2004  | Above & Beyond | Top 100 DJs | 39e      |
| 2005  | Above & Beyond | Top 100 DJs | 19e      |
| 2006  | Above & Beyond | Top 100 DJs | 9e       |
| 2007  | Above & Beyond | Top 100 DJs | 6e       |
| 2008  | Above & Beyond | Top 100 DJs | 4e       |
| 2009  | Above & Beyond | Top 100 DJs | 4e       |
| 2010  | Above & Beyond | Top 100 DJs | 5e       |
| 2011  | Above & Beyond | Top 100 DJs | 5e       |
| 2012  | Above & Beyond | Top 100 DJs | 8e       |
| 2013  | Above & Beyond | Top 100 DJs | 17e      |
| 2014  | Above & Beyond | Top 100 DJs | 25e      |
| 2015  | Above & Beyond | Top 100 DJs | 29e      |
| 2016  | Above & Beyond | Top 100 DJs | 47e      |
| 2017  | Above & Beyond | Top 100 DJs | 27e      |

### International Dance Music Awards
| Année | Nomination                                                  | Catégorie                                                 | Résultat   |
| ----- | ----------------------------------------------------------- | --------------------------------------------------------- | ---------- |
| 2005  | No One On Earth (avec Zoë Johnston)                         | Meilleur morceau Hi-NRG européen                          | Nomination |
| 2005  | Above & Beyond                                              | Meilleur remixeur                                         | Nomination |
| 2005  | Above & Beyond                                              | Meilleur groupe de dance music                            | Nomination |
| 2006  | Air For Life (avec Andy Moor)                               | Meilleur morceau dance underground                        | Lauréat    |
| 2006  | Air For Life (avec Andy Moor)                               | Meilleur morceau de progressive house / trance de l'année | Nomination |
| 2006  | Above & Beyond                                              | Meilleur DJ européen                                      | Nomination |
| 2006  | Anjunabeats Volume 3                                        | Meilleur DJ Mix sur CD                                    | Nomination |
| 2006  | Anjunabeats                                                 | Meilleur label de dance music                             | Nomination |
| 2007  | Alone Tonight (avec Richard Bedford)                        | Meilleur morceau de progressive house / trance de l'année | Nomination |
| 2007  | Above & Beyond                                              | Meilleur compositeur/producteur                           | Nomination |
| 2007  | Anjunabeats Worldwide Volume 1                              | Meilleure compilation de l'année                          | Nomination |
| 2008  | Home (avec Hannah Thomas)                                   | Meilleur morceau dance underground                        | Lauréat    |
| 2008  | Anjunabeats Volume 5                                        | Meilleur DJ Mix sur CD                                    | Nomination |
| 2008  | Above & Beyond                                              | Meilleur compositeur/producteur                           | Nomination |
| 2008  | Above & Beyond                                              | Meilleur groupe de musique dance                          | Nomination |
| 2009  | Above & Beyond                                              | Meilleur DJ européen                                      | Nomination |
| 2009  | Above & Beyond                                              | Meilleur DJ au monde                                      | Nomination |
| 2009  | Above & Beyond                                              | Meilleur compositeur/producteur                           | Nomination |
| 2009  | Above & Beyond                                              | Meilleur groupe                                           | Nomination |
| 2009  | Above & Beyond (pour Trance Around The World)               | Meilleur DJ Mix à la radio                                | Nomination |
| 2009  | Anjunabeats Volume 6                                        | Meilleur DJ Mix sur CD                                    | Nomination |
| 2009  | Trance Around The World                                     | Meilleur podcast                                          | Nomination |
| 2009  | Anjunabeats                                                 | Meilleur label de dance music                             | Nomination |
| 2010  | On A Good Day (en tant qu'Above & Beyond presents OceanLab) | Meilleur morceau Hi-NRG européen                          | Nomination |
| 2010  | On A Good Day (en tant qu'Above & Beyond presents OceanLab) | Meilleur morceau trance                                   | Nomination |
| 2010  | Above & Beyond                                              | Meilleur DJ européen                                      | Nomination |
| 2010  | Above & Beyond                                              | Meilleur DJ au monde                                      | Nomination |
| 2010  | Above & Beyond                                              | Meilleur compositeur/producteur                           | Nomination |
| 2010  | Above & Beyond                                              | Meilleur groupe                                           | Nomination |
| 2010  | Above & Beyond (pour Trance Around The World)               | Meilleur DJ Mix à la radio                                | Nomination |
| 2010  | Anjunabeats Volume 7                                        | Meilleur DJ Mix sur CD                                    | Nomination |
| 2010  | Trance Around The World                                     | Meilleur podcast                                          | Nomination |
| 2010  | Anjunabeats                                                 | Meilleur label de dance music                             | Nomination |
| 2011  | Above & Beyond                                              | Meilleur DJ européen                                      | Nomination |
| 2011  | Above & Beyond                                              | Meilleur groupe                                           | Nomination |
| 2011  | Above & Beyond (pour Trance Around The World)               | Meilleur DJ Mix à la radio                                | Nomination |
| 2011  | Anjunabeats Volume 8                                        | Meilleur DJ Mix sur CD                                    | Nomination |
| 2011  | Trance Around The World                                     | Meilleur podcast                                          | Nomination |
| 2012  | Above & Beyond                                              | Meilleur DJ européen                                      | Nomination |
| 2012  | Above & Beyond                                              | Meilleur groupe                                           | Nomination |
| 2012  | Sun & Moon (avec Richard Bedford)                           | Meilleur morceau trance de l'année                        | Nomination |
| 2012  | Above & Beyond (pour Trance Around The World))              | Meilleur DJ Mix à la radio                                | Nomination |
| 2012  | Anjunabeats                                                 | Meilleur label de dance music                             | Nomination |
| 2013  | Above & Beyond                                              | Meilleur DJ européen                                      | Nomination |
| 2014  | Walter White                                                | Meilleur morceau trance de l'année                        | Nomination |
| 2014  | Anjunabeats Vol. 10                                         | Meilleur DJ Mix ou compilation                            | Nomination |
| 2014  | Above & Beyond                                              | Meilleur DJ européen                                      | Nomination |
| 2014  | Group Therapy                                               | Meilleur Podcast                                          | Nomination |
| 2014  | Above & Beyond                                              | Meilleur groupe                                           | Nomination |

### MixmagAwards
| Année | Nomination       | Catégorie                                                         | Résultat |
| ----- | ---------------- | ----------------------------------------------------------------- | -------- |
| 2012  | Above and Beyond | 20 plus grands artistes de musique électronique de tous les temps | Lauréat  |